# نبرد رژو
نبرد رژو نبردی در جنگ جهانی دوم بود که در مناطق رژو و ویازما و سیچیوفکا میان ارتش شوروی و ارتش آلمان نازی صورت گرفت و در آخر به عقب نشینی ارتش آلمان نازی از رژو انجامید. 